# Resseliella sibirica
Resseliella sibirica är en tvåvingeart som först beskrevs av Boris Mamaev 1971.  Resseliella sibirica ingår i släktet Resseliella och familjen gallmyggor. Inga underarter finns listade i Catalogue of Life.